# Cartierul Orașul Vechi din Baia Mare
Centrul vechi este un „cartier” al orașului Baia Mare care se întinde la Nord de râul Săsar până la Piața Izvoare (S). Este denumit și Centrul Istoric datorită monumentelor, obiectivelor și clădirilor istorice. Se poate ajunge cu autobuzele URBIS la stațiile Stadion sau Piața Izvoare.

## Monumente și obiective turistice
- Turnul Ștefan
- Turnul Măcelarilor (locul de unde a fost împușcat Pintea Viteazul)
- Catedrala „Adormirea Maicii Domnului”
- Piața Păcii
- Piața Millenium